# Boutonnière rétro-condylienne de Juvara
Pour les articles homonymes, voir Juvara.

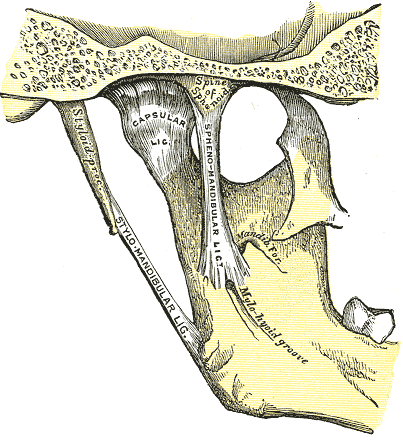
Boutonnière rétro-condylienne, située entre le ligament sphénomandibulaire et le col du condyle mandibulaire

La boutonnière rétro-condylienne de Juvara se situe au niveau de l'articulation temporo-mandibulaire. Ses limites sont le col du condyle mandibulaire, la base du crâne, les ligaments sphéno-mandibulaire et tympano-mandibulaire. C'est une zone de passage entre la fosse infra-temporale en avant et la région parotidienne en arrière. L'artère maxillaire, la veine satellite et le nerf auriculo-temporal (branche du nerf mandibulaire) passent par cette boutonnière ce nerf entoure l'artère méningée moyenne et donne des branches sécrétoires pour la parotide. 
La glande parotide possède un prolongement antérieur médial relativement grêle dans la boutonnière rétro-condylienne.